# Peking–Tiencsin nagysebességű vasútvonal

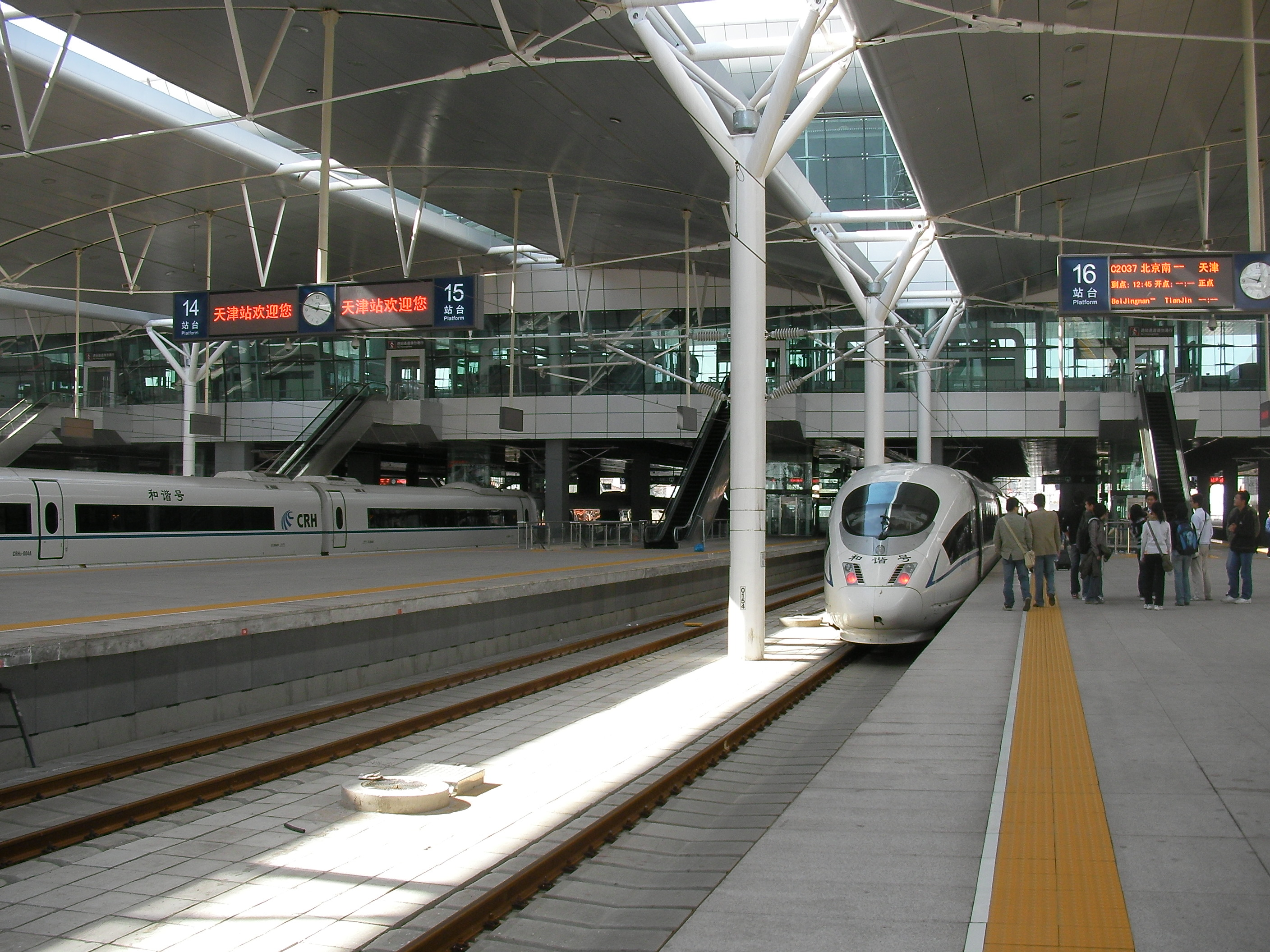
Tiencsin pályaudvar

Peking-Tiencsin nagysebességű vasút (egyszerűsített kínai írással: 京津城际铁路; tradicionális kínai írással: 京津城際鐵路; pinjin: Jīng-Jīn chéngjì tiělù) egy kétvágányú, normál nyomtávolságú, 25 kV 50 Hz-cel villamosított nagysebességű vasútvonal Kínában Peking és Tiencsin között.
Az építkezés 2005. július 4-én kezdődött, és 2007-ben fejeződött be. 2008. augusztus 1-jén, a Pekingi Olimpiára adták át. A vonal 116,9 km hosszú, és a költsége 14,3 milliárd RMB (mintegy 1,73 milliárd Amerikai dollár) volt.
Tiencsin adott otthont 2008 augusztusában néhány futballmeccsnek, és a nézők 27 perc alatt tudtak eljutni Pekingből vonattal a városba. A vonatok kezdetben 300 km/ órával közlekednek, annak ellenére, hogy a vonalat 350 km/h sebességre építették, ám később már ezzel a sebességgel közlekednek a vonatok. Öt Siemens CRH3 Hexie vonat állt rendelkezésre a megnyitáskor a rendelt 60 darabból. A próbák során 2008. júliusában az egyik vonat 394 km/h sebességet ért el.
Ez a vonalszakasz része az 1318 km hosszú Peking–Sanghaj nagysebességű vasútvonalnak, melyet 2011-ben nyitottak meg.

## Állomások
A vasútvonalon 5 állomás épült:
- Peking Déli pályaudvar
- Jicsuang
- Junglö
- Vucsing
- Tiencsin pályaudvar

## Járművek
2005. november 11-én a Siemens AG bejelentette, hogy leszállít egy 60 darabból álló Siemens Velaro sorozatot a vonalra. A China Railway High-speed (CRH) olyan szerelvényeket akart, melyek maximális sebessége 350 km/h és egy szerelvény 600 férőhelyes.

## Műszaki leírás
- Üzemeltető: China Ministry of Railways
- Építkezés kezdete: 2005. július
- Várható megnyitás: 2008 - a vonal, 2009 - Az összes állomás
- Vonalhossz: 115 km
- Állomások száma: 4 (tervezett: 5)
- Legnagyobb sebesség: 350 km/h
- Nyomtáv: 1435 mm
- Leggyorsabb eljutási idő: 30 perc
- Áramnem: 25 kV 50 Hz, felsővezeték
- Járművek: 60 CRH3 nagysebességű Siemens Velaro motorvonat, 600 fő/vonat

## Érdekességek
- A vonal a jövő nagysebessségű vasútvonalainak modellje,
- Kína első dedikált nagysebességű vonala,
- Összesen 100 km hosszú viadukt épült,
- Rekordgyorsaságú építkezés: 2 év alatt 115 km nagysebességű vonal